# 朱肃㶟
修武王朱肃㶟（16世纪—17世纪），明朝修武庄恪王朱朝堋孙，修武长子朱在鋗庶长子。
万历二十六年（1598年），朱朝堋去世。万历二十九年（1601年），朱在鋗未及袭封也去世。万历四十年（1612年），朱肃㶟袭封修武王。万历四十五年（1617年）六月，册封魏氏为修武王妃。
他去世后，谥号不详，其子朱恭梱袭封修武王。